# Зигфрид (кинорежиссёр)
Зигфрид Дебребан (фр. Siegfried Debrebant; 23 января 1973, IX округ Парижа — 3 октября 2024, XV округ Парижа), более известный как просто Зигфрид или Зиг (Sig, SIG, ZIG) — французский независимый кинорежиссёр и музыкант-импровизатор (виолончель, фортепиано). Получил известность своими фильмами «Луиза (дубль 2)», «Санса» и другими, музыку к которым написал сам (как правило, выступает также как кинооператор своих фильмов). Выступал с концертами, в том числе в составе небольших коллективов, включая сотрудничество с такими исполнителями, как Эрик Трюффаз, Сергей Летов, Виктор Пивторыпавло.

## Биография
Зигфрид с детства обучался игре на фортепиано и виолончели, позже учился композиции в Парижской консерватории и начал сочинять музыку. На улицах он снял свои первые короткометражные фильмы.
В 1996 году Зигфрид работал фотографом на съёмочной площадке фильма «Кавказский пленник» Сергея Бодрова-старшего. В 1998 году он снял первый полнометражный фильм «Луиза (дубль 2)», к которому сам написал музыку. Картина  участвовала в «Особом взгляде» Каннского кинофестиваля. Для фильмов Зигфрида характерна съёмка на небольшую цифровую камеру с минимальным количеством съёмочной группы — 4-5 человек, включая автора. Сценария у фильмов часто нет, так что большинство сюжетов представляют собой импровизацию.
Зигфрид не раз бывал в России, где частично сняты его фильмы «Санса» и «Киногамма». Так, «Киногамма. Часть 1: Восток» снималась в Москве, Орске и Новотроицке.
Как музыкант Зигфрид выступал и сольно, и в составе коллективов, в том числе Zig Trio, имеющего переменный состав. Так, в состав трио в разное время входили лидер группы «Запрещённые барабанщики» Виктор Пивторыпавло (ударные) и Павел Протасов (контрабас, бас-гитара), Владимир Волков (контрабас) и латышский барабанщик Артис Орубс, Сергей Летов (саксофон)и барабанщик Владимир Глушко. В 2005 году трио записало альбом с саксофонистом и флейтистом Анатолием Герасимовым. Зигфрид также работал с такими музыкантами, как Эрик Трюффаз и Иври Гитлис (последний исполнил роль в фильме Зигфрида «Санса»).
Музыку Зигфрида сложно вписать в рамки конкретного жанра — «он сумел доказать, что хип-хоп можно сочетать с джазом и одновременно создавать классические сонаты».
По словам самого Зигфрида,

Я — музыкант, но я снимаю фильмы. Я делаю фильмы так, как играю музыку. Мне кажется, когда я играю, у меня больше свободы. Когда я снимаю фильм, я стараюсь так же быть свободным, но это гораздо труднее. Потому что в фильме, снимаешь конкретный кадр и фокусируешься на нем, а в музыке можно мечтать — слушаешь музыку и мечтаешь о чём-то, другой человек думает о другом, и все люди будут думать о разных вещах.

В 2020 году режиссёр Светлана Стрельникова закончила документальный фильм «Легенда о Зигфриде», снимавшийся в 2004—2019 годах и рассказывающий об истории её отношений с Зигфридом.
5 октября 2024 года Стрельникова сообщила о смерти Зигфрида. По словам Арниса Ритупса, незадолго до смерти Зигфрид приехал в Ригу, где написал книгу стихов и запланировал семь концертов, однако успел отыграть только первый из них. Похоронен Зигфрид был 11 октября в Париже на кладбище Пер-Лашез.

## Фильмография
- 2021 — Бенгальские вариации / Bengali Variation
- 2017 — Рига (дубль 1) / Riga (Take 1)
- 2011 — Детские истории / Kids Stories
- 2009 — Ада / Ada (анимационный фильм)[19]
- 2008 — Киногамма. Часть 2 . Дальний Восток / Kinogamma Part Two: Far East
- 2008 — Киногамма. Часть 1. Восток / Kinogamma Part One: East
- 2003 — Санса / Sansa
- 1998 — Луиза (дубль 2) / Louise (Take 2)
- 1997 — Уже Рождество / C'est Noël déjà (короткометражный)
- 1996 — Голод / La faim (короткометражный)
- 1995 — Картина (Холст) / La toile (короткометражный)

## Дискография
- 1998 — Louise (Take 2)  (Music From The Film)
- 2003 — Sansa (Music From The Film)
- 2003 — Vertigo Bound
- 2008 — Native Dancer (Music From The Film)
- 2008 — Free Cinematic Sessions
- 2009 — Freespeed Sonata: Sonate Classique Hip Hop En Quatre Mouvements Opus 32
- 2014 — (Sig & Mounir Troudi) Tawassoul
- 2018 — Riga (Take 1) (Music From The Film)
- 2021 — Bengali Variation (Music From The Film)

## Память
- С 11 октября по 16 ноября 2024 года в пространстве Île Thélème в Москве проходит ZIG FILM FEST — шесть показов фильмов Зигфрида, при участии его друзей и коллег[20].